# Torneo de Montreux 2024
El Montreux Nestlé Open 2024 fue un torneo de tenis profesional jugado en canchas de tierra batida al aire libre. Se trató de la 7ª edición del torneo y formó parte de los Torneos WTA 125s en 2024 (ascendido de un evento ITF de las ediciones anteriores). Se lleva a cabo en Montreux, Suiza, entre el 2 al 8 de septiembre de 2024.

## Cabezas de serie

### Individuales
| Tenista             | Ranking | Preclasificada |
| María Lourdes Carlé | 83      | 1              |
| Océane Dodin        | 86      | 2              |
| Chloé Paquet        | 97      | 3              |
| Nuria Párrizas      | 100     | 4              |
| Olga Danilović      | 110     | 5              |
| Tamara Korpatsch    | 111     | 6              |
| Irina-Camelia Begu  | 130     | 7              |
| Ella Seidel         | 133     | 8              |

- Ranking del 26 de agosto de 2024.

### Dobles
| Tenista                                | Ranking | Preclasificada |
| Camilla Rosatello Kimberley Zimmermann | 179     | 1              |
| Quinn Gleason Ingrid Martins           | 188     | 2              |

## Campeonas

### Individuales femeninos
Irina-Camelia Begu venció a  Petra Marčinko por 1–6, 6–3, 6–0

### Dobles femenino
Quinn Gleason /  Ingrid Martins vencieron a  María Lourdes Carlé /  Simona Waltert por 6–3, 4–6, [10–7]